# Raionul Novhorod-Siverskîi, Cernihiv
Novhorod-Siverskîi (în ucraineană Новгород-Сіверський район, transliterat: Novhorod-Siverskîi raion) este un raion în regiunea Cernihiv, Ucraina. Are reședința la Novhorod-Siverskîi.
Are o suprafață de 4.630,5 km². Populația este de 66.400 locuitori, determinată în 2020.